# Trathala furvescens
Trathala furvescens är en stekelart som beskrevs av Dasch 1979. Trathala furvescens ingår i släktet Trathala och familjen brokparasitsteklar. Inga underarter finns listade i Catalogue of Life.